# Conopophaga ardesiaca
Conopophaga ardesiaca е вид птица от семейство Conopophagidae.

## Разпространение
Видът е разпространен в Боливия и Перу.